# I Told You I Was Trouble: Live in London
I Told You I Was Trouble: Live in London är ett musikvideoalbum med den brittiska sångerskan Amy Winehouse, inspelat 2007 vid O2 Shepherds Bush Empire i London. Videon gavs ut av Universal Music den 5 november 2007 på DVD och Blu-ray.

## Låtlista

### Live in London
1. Intro/"Addicted"
2. "Just Friends"
3. "Cherry"
4. "Back to Black"
5. "Wake Up Alone"
6. "Tears Dry on Their Own"
7. "He Can Only Hold Her"
8. "Doo Wop (That Thing)" (Lauryn Hill-cover)
9. "Fuck Me Pumps"
10. "Some Unholy War"
11. "Love Is a Losing Game"
12. "Valerie"
13. "Hey Little Rich Girl" med Zalon & Ade
14. "Rehab"
15. "You Know I'm No Good"
16. Encore: "Me & Mr. Jones"
17. Encore: "Monkey Man" (The Maytals-cover)
18. Outro: "End/Goodbyes"

### I Told You I Was Trouble(dokumentär)
1. "The Early Years"
2. "Life in the U.K."
3. "The U.S. Story"
4. "Back Home ... The Future"

## Musiker
- Amy Winehouse: sång
- Dale Davis: elbas
- Zalon Thompson & Ade Omatayo: bakgrundssång
- Robin Banerjee: gitarr
- Nathan Alan: trummor
- Xantone Blacq: keyboard
- Henry Collins: trumpet
- James Hunt: altsaxofon, flöjt
- Frank Walden: barytonsaxofon